# Filip Guerassimov
Pour les articles homonymes, voir Guerassimov.
Filip Filipovitch Guerassimov (en russe : Филипп Филиппович Герасимов) est un aviateur soviétique, né le 19 décembre 1921 et décédé le 4 novembre 1991. Pilote de chasse et As de la Seconde Guerre mondiale, il fut distingué par le titre de Héros de l'Union soviétique.

## Carrière
Né le 19 décembre 1921 à Klouïevo, dans la région de Pskov, il prit d'abord des cours de pilotage à l'aéroclub de Léningrad, avant de s'engager dans la Marine. Breveté pilote à l'école militaire navale de l'air de Ieïsk en 1941, il fut muté au 18e régiment de chasse aérienne de la Flotte de la mer Noire (18.IAP-ChF), en Crimée.
Au printemps 1942, son unité fut renommée 6e régiment de la Garde (6.GuIAP-ChF). Il acquit une grande célébrité en Union soviétique, pour une mission qui lui valut le titre de Héros de l'Union soviétique, lorsque, à bord d'un biplan Polikarpov U-2, il alla déposer chez les partisans de Crimée, combattant sur les arrières allemands, un appareil radio et son opérateur.
À l'issue du conflit qu'il termina, comme enseigne de vaisseau (naval leitenant), il fut mis dans le cadre de réserve, à sa demande, en 1946.
À partir de 1950, il vécut à Leningrad. Il est décédé le 4 novembre 1991.

## Palmarès et décorations

### Tableau de chasse
Filip Guerassimov est crédité de 6 victoires homologuées obtenues au cours de 300 missions et 35 combats.

### Décorations
- Héros de l'Union soviétique le 14 juin 1942 (médaille no 860) ;
- Ordre de Lénine ;
- Quatre fois décoré de l'Ordre du Drapeau rouge ;
- Ordre de l'Étoile rouge.
- Ordre de la Guerre patriotique
- Médaille pour la Défense de Sébastopol